# Las Flores (El Salvador)
Las Flores o San José Las Flores es un distrito del municipio de Chalatenango Sur en el departamento de Chalatenango, El Salvador. De acuerdo al censo oficial de 2024, tiene una población de 1 301 habitantes.
| Censo | Población | Cambio | Porcentaje |
| ----- | --------- | ------ | ---------- |
| 2007  | 1 583     | N/D    | N/D        |
| 2024  | 1 301     | -282   | -17.8%     |

El distrito está dividido por Los siguientes Cantones y Caseríos que se detallan a continuación: 
| Hacienda       | Los Guardados y Agua Caliente     |
| Hacienda Vieja | Los Alas                          |
| Lagunita       | Los Urbina, Palo Verde y Gualpeto |
| Las Limas      | Las Limas                         |
| Llano Verde    | Tierra Colorada                   |
| Aldea Vieja    | El Tamarindo y El Llano           |

## Historia
Hacia el año 1785, en el paraje llamado Silaiquín, se fundó la aldea de San José Las Flores que en 1832 sería erigida como pueblo. Desde 1855 forma parte del departamento de Chalatenango y en 1890 su población era estimada en 1.490 habitantes. La guerra civil de El Salvador afectó severamente a la localidad, lo que provocó el éxodo de sus habitantes.

## Información general
El distrito cubre un área de 26,22 km² y la cabecera tiene una altitud de 425 m s. n. m. Las fiestas patronales se celebran en el mes de marzo en honor a San José.

## Política
El distrito de Las Flores es conocido como un bastión del partido Frente Farabundo Martí para la Liberación Nacional. Desde que el FMLN participa en elecciones en 1994, el partido nunca ha perdido una elección en el distrito. Desde 1994 hasta 2024, el gobierno municipal fue liderado por el mismo partido, bajo diferentes alcaldes, la última alcaldesa del municipio fue Buenaventura Tobar. Ahora pertenece al municipio de Chalatenango Sur, el cual es gobernado por el Partido de Concertación Nacional desde 2024. Sin embargo, en ese mismo año, el FMLN ganó el distrito con más del 81% del voto.

### Resultados municipales
|  | 55.53 % |

|  | 23.29 % |

|  | 85.25 % |

|  | 12.05 % |

|  | 90.90 % |

|  | 4.55 % |

|  | 94.09 % |

|  | 2.96 % |

|  | 98.78 % |

|  | 1.22 % |

|  | 98.79 % |

|  | 0.81 % |

|  | 88.25 % |

|  | 10.22 % |

|  | 86.89 % |

|  | 10.68 % |

|  | 93.93 % |

|  | 6.07 % |

|  | 78.01 % |

|  | 21.99 % |

|  | 81.67 % |

|  | 13.68 % |

### Resultados presidenciales
|  | 53.97 % |

|  | 23.54 % |

|  | 68.33 % |

|  | 31.67 % |

|  | 85.74 % |

|  | 9.91 % |

|  | 96.14 % |

|  | 2.71 % |

|  | 97.15 % |

|  | 2.85 % |

|  | 96.64 % |

|  | 2.20 % |

|  | 96.40 % |

|  | 3.60 % |

|  | 83.38 % |

|  | 15.12 % |

|  | 74.82 % |

|  | 24.70 % |